# Alexander Bay (baai in Newfoundland en Labrador)
De Alexander Bay is een baai in de Canadese provincie Newfoundland en Labrador. De baai bevindt zich aan de oostkust van het eiland Newfoundland en meet 40 km². Ze bestaat uit een klein hoofdgedeelte dat zich opsplitst in drie grote zijarmen.

## Geografie
De Alexander Bay is een van de talrijke zijbaaien van de Bonavista Bay, een zeer grote baai van Oost-Newfoundland. De zijbaai ligt in het centrale gedeelte van die hoofdbaai, met name bij het schiereiland Eastport.
De Alexander Bay geeft in het noordoosten, ter hoogte van Wolf Island, uit in Bloody Bay Reach - The Cow Path. Dat is een 16 km lang en 1,5 km breed rak en zeegat dat de verbinding maakt met de open wateren van de Bonavista Bay. Het bij die overgang gelegen hoofdgedeelte van de Alexander Bay is ruwweg een rechthoek van 3,5 x 3 km en splitst daarna op in de drie zijarmen die de baai kenmerken. 

### Northwest Arm
De Northwest Arm is 9,5 km lang en gaat in westnoordwestelijke richting. Deze zeearm ligt in onbewoond gebied, al bevinden zich aan de oevers ervan wel een aantal vakantiewoningen en blokhutten. In het uiteinde mondt het riviertje Northwest Brook uit. In deze zijarm ligt Barred Island, een van de weinige noemenswaardige eilanden van de Alexander Bay.

### Middle Arm
De Middle Arm is 8 km lang en gaat in zuidwestelijke richting. De oevers van de Middle Arm zijn grotendeels volgebouwd. Het dorp Glovertown is immers aan deze centrale zijarm gelegen, evenals de ook tot de gelijknamige gemeente behorende buurten Saunders Cove, North Shore en Glovertown South. De grote Terra Nova River mondt in de Middle Arm uit.

### Northeast Arm
Enkel het begingedeelte van de Northeast Arm wordt tot de Alexander Bay gerekend. Dit gedeelte is 3,5 km lang en gaat in zuidelijke richting. De oever huisvest een deel van het gehucht Culls Harbour. Deze zeearm vormt tezamen met het hoofdgedeelte van de Alexander Bay een deel van de kustlijn van Eastport.
Na de eerste 3,5 km versmalt de Northeast Arm tot een breedte van amper 100 meter, om voorbij dat punt opnieuw te verbreden en nog zo'n 15 km – in voornamelijk oostelijke richting – verder landinwaarts te gaan, met zelfs nog eigen zijarm. Hoewel het dus een zijarm van de Alexander Bay is, wordt slechts een klein gedeelte ervan effectief tot de wateren van die baai gerekend.